# Hokuzan

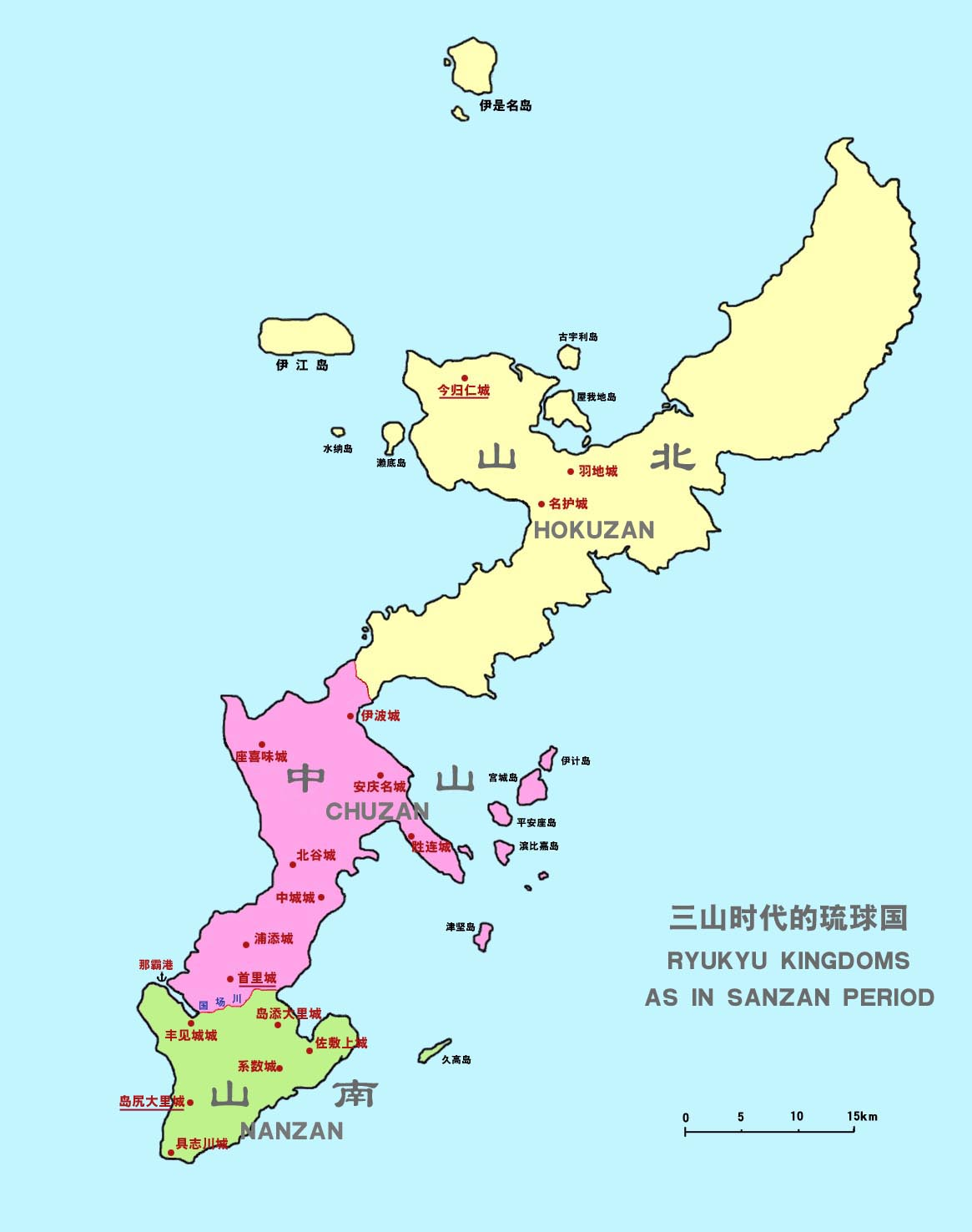
Hokuzan im Norden von Okinawa während der Sanzan-Zeit.

Hokuzan (jap. 北山, dt. „Nördlicher Berg“) war eines der drei Königreiche, welche die Insel Okinawa während der Sanzan-Zeit im 14. und frühen 15. Jahrhundert kontrollierten. Die Insel war in zahllose Stammesfürstentümer und Kleinkönigreiche aufgeteilt, aus denen sich in den Jahren ab 1314 drei zentrale Königreiche herausbildeten. Diese waren neben Hokuzan die Reiche Chūzan und Nanzan. Hokuzan hörte auf zu existieren, nachdem es im Jahr 1416 von König Shō Hashi von Chūzan erobert wurde.

## Geschichte
Vor der Gründung Hokuzans unterstellten die Herrscher auf Okinawa sich lose einem obersten Fürsten von Okinawa. Nach dem Tod des Fürsten Eiji im Jahr 1313 übernahm dessen Sohn Tamagusuku das Amt. Tamagusuku schaffte es jedoch nicht, alle Fürsten dazu zu bringen ihn als legitimen Herrscher anzusehen, sodass es fast unmittelbar zu Rebellionen gegen ihn kam. Daher rief er im Jahr 1314 von seiner künftigen Hauptstadt Urasoe aus das Königreich Chūzan aus. Haniji, der Fürst des im Norden gelegenen Nakijin sagte sich daraufhin von Tamagusuku los und floh in seine Domäne, wo er im Jahr 1322 schließlich das Königreich Hokuzan ausrief. Ungefähr 1337 sagte auch der Süden der Insel sich als Königreich Nanzan von Chūzan los. Den Herrschern der drei Reiche gelang es, sich als unumstrittene Könige gegen die anderen Stammesfürsten durchzusetzen, sodass Okinawa zum ersten Mal mehr oder weniger Zentral geeint war.
Hokuzan war zwar das größte der drei Königreiche und kontrollierte gut die Hälfte der Insel, es wies jedoch die geringste Bevölkerungsdichte auf und war damit wirtschaftlich am schwächsten. Das Land im Norden der Insel war wild und unwirtlich und daher nur wenig für die Landwirtschaft geeignet. Das Bevölkerungszentrum war die rund um die Burg Nakijin errichtete, gleichnamige Stadt, die an der Spitze einer Halbinsel im Nordwesten des Reiches lag.
Ein weiterer, bedeutender Nachteil sowohl für Hokuzan als auch für Nanzan war es, dass Chūzan mit Nāfa den größten Handelshafen der Insel kontrollierte. Hokuzan nahm zwar auch am immer mehr an Bedeutung gewinnenden Seehandel in der Region teil, allerdings nur in bedeutend geringerem Maße als Chūzan. Wichtig für den überseeischen Handel war es zu dieser Zeit, in das Tributsystem der chinesischen Ming-Dynastie eingebunden zu werden. Dies gelang Chūzan im Jahr 1372, während Hokuzan erst später vergleichbares erreichen konnte. Die geringe wirtschaftliche Bedeutung des Reiches spiegelte sich auch in der Zahl der Tributgesandtschaften, die es nach China sandte. Es sind nur neun solche Missionen bekannt während Nanzan 19 und Chūzan sogar 52 Missionen nach China entsandte. Im Gegensatz zu Chūzan erhielt Hokuzan darüber hinaus nicht die Möglichkeit, einige seiner Einwohner zu Studienzwecken nach China zu schicken.
Ein weiterer Rückschlag für Hokuzan kam im Jahr 1406. Nach dem Tod des chinesischen Kaisers Hongwu im Jahr 1398 hatten alle drei Reiche Botschafter nach Nanjing entsandt mit der Bitte, den jeweiligen König als einzig rechtmäßigen König Okinawas anzuerkennen. Bis 1406 gab es keine Antwort als eine Gesandtschaft der Ming in Chūzan ankam und dessen König Bunei als rechtmäßigen Herrscher Okinawas anerkannte.
Trotz seiner wirtschaftlichen Lage konnte Hokuzan bis in die 1410er Jahre eine Streitmacht unterhalten, die groß genug war um Chūzan von einer Invasion abzuhalten. Als sich jedoch drei wichtige Fürsten von König Hananchi abwandten, erkannte der Herrscher von Chūzan, Shō Hashi, die günstige Gelegenheit und eroberte das Königreich im Jahr 1416. Kurz vor dem Fall der Burg Nakijin töteten sich König Hananchi und seine engsten Untergebenen selbst. Im Jahr 1422 setzte Shō Hashi seinen Bruder als Statthalter von Hokuzan ein, der jedoch nur über begrenzte Macht verfügte und dem Thron in Shuri unbedingt untergeben war.